# Rawszyce
Rawszyce – opuszczona wieś, znajdująca się na południe od Lublina. Leżała ona na prawym brzegu Bystrzycy, nieopodal Zemborzyc i Wrotkowa.
Osada jest po raz pierwszy wymieniana w 1425 roku jako Rawschicze. W 1437 jej część została oddana właścicielowi Ćmiłowa. Od drugiej połowy XVI wieku opuszczona, od tamtego czasu wymieniana była jedynie jako łąka.
Obecnie większa część dawnego obszaru wsi jest porośnięta przez Las Dąbrowa. Do dzisiaj zachowała się jedynie bardzo niewielka część zabudowań Rawszyc (a raczej prawdopodobny ich układ), położona w ich północnej części, przy obecnej ulicy Żeglarskiej. Oprócz tego, nieopodal znajduje się parów o nazwie Rasice, która najprawdopodobniej jest uwspółcześnioną formą nazwy wsi.